# Gustav Großmann (Psychologe)

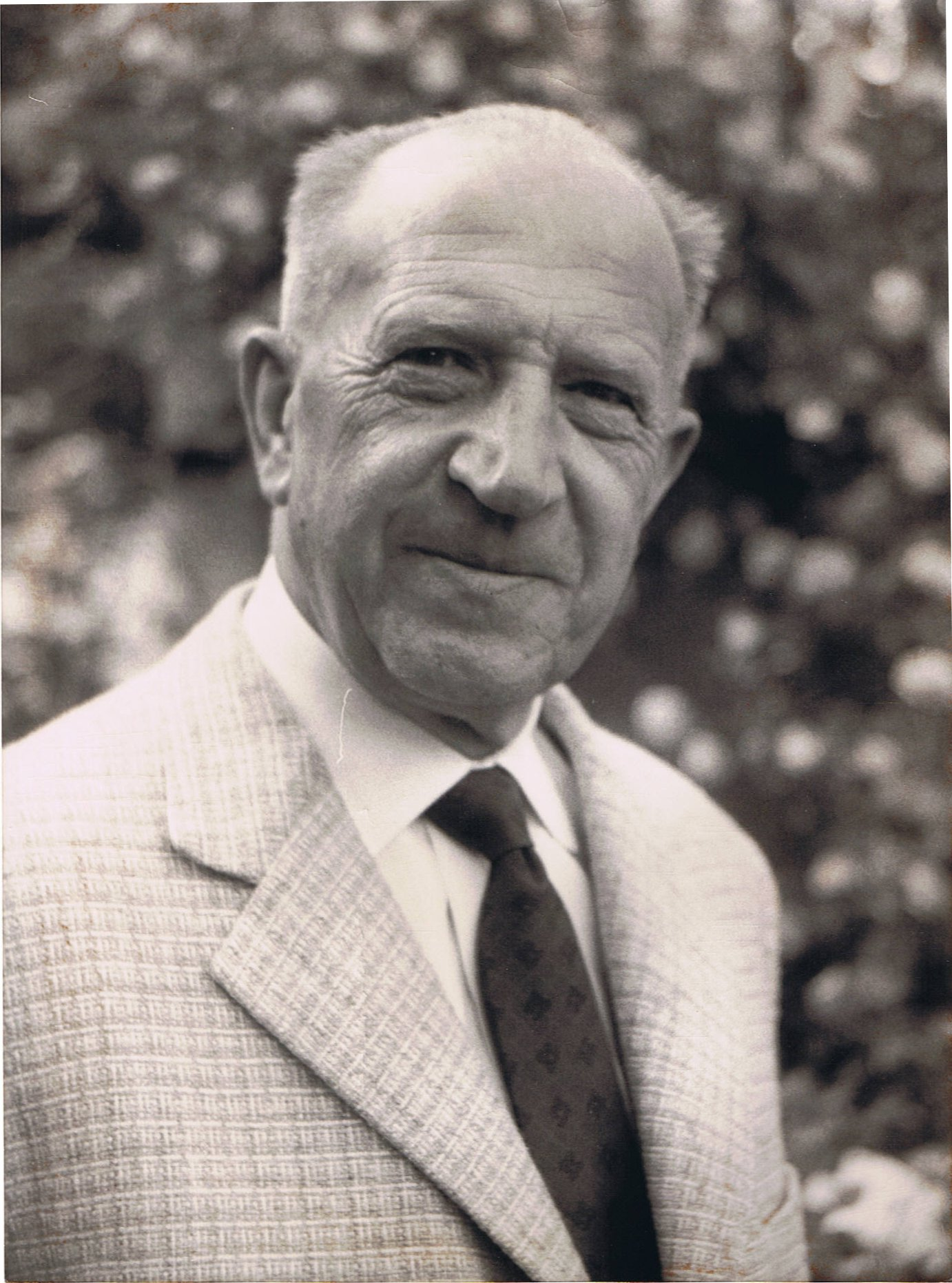
Gustav Großmann 1970

Gustav Großmann (* 2. Januar 1893 im  Groß Jerutten, Masuren; † 29. Mai 1973) war ein deutscher Psychologe, Schriftsteller, Rationalisierungsfachmann und der Urheber der nach ihm benannten Psychotechnik „Großmann-Methode“.

## Leben und Werk
Großmann studierte an der Universität Berlin, der Universität Freiburg und der Universität Königsberg Philosophie, Nationalökonomie, Statistik und Psychologie. 1920 wurde er in Königsberg zum Dr. phil. promoviert (Dissertation: Das Wesen der Bedürfnisbefriedigung) und arbeitete danach als Assistent bei den Psychotechnikern Walter Moede und Curt Piorkowski in Berlin. Nach verschiedenen Organisations- und Werbetätigkeiten wurde er 1926 Werbeleiter beim Münchner R. Oldenbourg Verlag.
Während des Ersten Weltkrieges zog sich Großmann schwere Kriegsverletzungen zu, was ihn dazu veranlasste,  ein System zur Selbstverwirklichung und Leistungssteigerung zu entwickeln, die später sogenannte  „Großmann-Methode“ (GM). In Fachzeitschriften veröffentlichte er Beiträge zum Thema „Rationalisierung“ und fasste die Artikel in einem Buch zusammen, das 1927 unter dem Titel Sich selbst rationalisieren erschien. Im selben Jahr machte er sich als „Spezialist für persönliche Arbeitsmethoden“ selbstständig. Großmann stellte bei seiner Methode die individuelle Persönlichkeit, die innere Einstellung und die Emotionalität in den Mittelpunkt der Aufmerksamkeit und sah seine Methode als ein organisches System der Lebenskunst. Seine philosophischen Ansätze führte Großmann auf Schopenhauer und Nietzsche zurück, großen Einfluss hatte außerdem die Psychologie von Alfred Adler.
Im Laufe seines Lebens führte er im Fernunterricht als Lizenznehmer (nach eigenen Angaben 17.000 Personen) in seine urheberrechtlich geschützte Methode ein und gründete für seine ehemaligen Seminarteilnehmer die sogenannten „Großmann-Methodiker-Gilden“. Sein Hauptwerk Sich selbst rationalisieren wurde von ihm bis in die 1970er Jahre mehrfach überarbeitet und neu aufgelegt. Die zur Methode gehörenden Analyse-, Planungs- und Problemlösungs-Techniken (zum Beispiel Persönliche Situationsanalyse, Zeitpläne vom Lebensplan bis zum Tagesplan, Glückstagebuch) bildeten ein geschlossenes System, das sich auf den Leitgedanken des „Nutzenbietens“ gründete. Von besonderer Wichtigkeit war dabei die Erarbeitung der (Lebens-)Ziele, für deren Tragfähigkeit sowohl die eigenständigen Besonderheiten und Neigungen des Individuums als auch der Nutzen für die Gemeinschaft ausschlaggebend waren.
Großmann veröffentlichte zahlreiche weiterführende Schriften mit Anleitungen zu seiner Methode.

## Postume Entwicklung
Die Verwertungsrechte der Methode Großmanns wurden von Manfred Helfrecht († 2020) erworben. Außerdem arbeiteten verschiedene Schüler von Großmann nach dessen Tod mit seiner Methode weiter. Darüber hinaus bildeten sich weitere Freundes- und Arbeitskreise in Deutschland, deren Wirken auf der Großmann-Methode basieren.

## Veröffentlichungen (Auswahl)
- Sich selbst rationalisieren. Wesen und Praxis der Vorbereitung persönlicher und beruflicher Erfolge. 4. Aufl. Verlag für Wirtschaft und Verkehr, Stuttgart/Wien 1929.
  - Sich selbst rationalisieren. Lebenserfolg ist erlernbar. Ratio-Verlag, München 1993, ISBN 3-87658-041-2.
- Das Privileg der Begabung verwerten. 1958.
- Ferner liefen die Schulen und Hochschulen der westlichen Welt. das große Gedeihen Verlag, München 1963.
- Dein Ausdruck – Deine Wirkung! (Teil I und II) 2. Aufl. 1977, Methodik-Verlag, Bad Alexandersbad, 1977.